# Tortosa
Tortosa (latinsky: Dertusa nebo Dertosa) je hlavní město comarcy Baix Ebre v provincii Tarragona v Katalánsku ve Španělsku. Leží 12 m n. m. u řeky Ebro. Má 33 864 obyvatel (2015).
Zpět od Maurů ji dobyl hrabě Ramon Berenguer IV. z Barcelony v roce 1148, za pomoci místních žen, které později vyznamenal Řádem sekery.

## Demografie
Demografický vývoj Tortosy mezi lety 1991 a 2004.
| 1991   | 1996   | 2001   | 2004   |
| ------ | ------ | ------ | ------ |
| 29 452 | 30 088 | 28 933 | 31 979 |

## Partnerská města
- Alcañiz, Španělsko, 1972
- Avignon, Francie, 1968
- Le Puy-en-Velay, Francie, 2005
- Tartus, Sýrie, 2007
- Vercelli, Itálie, 2003